# Вовча гора (Нивки)
Урочище Вовча гора — історична місцевість міста Києва.
Максимальної висоти (185,2 метра) сягає за кілометр на північ від станції метро «Нивки» (точніше — біля вулиці Черняхівського).
Містилася поблизу початку колишньої вулиці Вовчогірської (тепер вулиця Естонська) та нинішньої Вовчогірської вулиці.
Хутір Вовча гора відомий з початку ХХ сторіччя. Назва — народного походження. З 1926 — в межах Києва.

## Виноски
1. ↑  Хрещатик - новини та життя української столиці. kreschatic.kiev.ua (укр.). Архів оригіналу за 27 березня 2020. Процитовано 4 січня 2022.
2. ↑  Откуда пошли Нивки - Мастер недвижимости агентства "Янус". www.janus.ua. Архів оригіналу за 4 січня 2022. Процитовано 4 січня 2022.
3. ↑  Вовча гора — WWW Енциклопедія Києва. wek.kiev.ua. Архів оригіналу за 4 січня 2022. Процитовано 4 січня 2022.
4. ↑  interesniy_kiev, Вадим Ляшенкопише до; interesniy_kiev, Вадим Ляшенко boristen70. Киевские горы и холмы. interesniy-kiev.livejournal.com (укр.). Архів оригіналу за 4 січня 2022. Процитовано 4 січня 2022.